# Bifrost (nordisk mytologi)
 For alternative betydninger, se Bifrost. (Se også artikler, som begynder med Bifrost)
I nordisk mytologi er Bifrost (norrønt biv-röst; det bævrende vejstykke) regnbuen, der som bro forbinder Asgård, hvor guderne bor, med Midgård, hvor menneskene bor.
På toppen af Bifrost ligger Himmelbjerget, hvor asen Heimdall bor. Han kan se græsset gro og høre ulden vokse på fåret. Bifrost skal slå revner og gå til grunde ved Ragnarok, når ildjætten Surt – konge af Muspelheim – og hans hær krydser den.